# Мамуциум
Мамуциум (лат. Mamucium) или Манкуниум (лат. Mancunium) — римский форт в районе Каслфилд в Манчестере на северо-западе Англии . Римское поселение, основанное в 79 году в римской провинции Британия охранялся когортой римских ауксилариев и контролировал две главные дороги, проходящих через область. Несколько крупных гражданских поселений (викусов), где жили солдатские семьи, торговцы и ремесленники, возникли за пределами форта. В настоящее время эта территория охраняется государством как исторический памятник.
Руины форта оставались нетронутыми, пока не началось быстрое расширение Манчестера во время промышленной революции в конце XVIII века. В это время бо́льшая часть территории форта была выровнена для последующего строительства Рочдейлского канала и железной дороги Great Northern Railway. В настоящее время форт стал частью исторического парка Каслфилд. Часть стены форта с воротами, склады, зернохранилища и другие хозяйственные постройки викуса были реконструированы и открыты для публики.

## Этимология
Считается, что ''Mamucium'' представляет собой латинизацию оригинального бриттонского названия: от mamm — «грудь», связанного с похожим на женскую грудь холмом, или от mamma — «мать», связанного с местной речной богиней. Оба значения сохраняются в языках, производных от общебриттского языка: mam означает «грудь» на ирландском языке и «мать» на валлийском. Суффикс среднего рода «-ium» характерен для латинских топонимов, особенно тех, которые соответствуют бриттонскому «-ion» (суффику родительного падежа, обозначающий «место или город чего-либо»). Валлийское название Манчестера — Manceinion — предположительно происходит от первоначальной бриттонской формы.

## Расположение
Римляне построили форт на естественном оборонительном утесе из песчаника, возвышающийся над переправой через реку Медлок. Этот место стало важным узлом, по крайней мере, для двух римскиз военных дорог, проходящих через эту часть страны. Одна дорога пролегала с востока на запад между легионерскими крепостями Дева-Виктрикс (Честер) и Эборакум (Йорк), а другая — на север, к крепости Бреметеннакум (Рибчестер). Кроме того, Мамуциум, вероятно, использовался для защиты дороги, ведущей на северо-запад к Коккиуму (Уиган). Форт был частью цепи укреплений вдоль дороги от Эборакума до Дева-Виктрикс: в 26 км к востоку располагался форт Каслшоу, в 29 км на запад — Кондате (Нортвич). Печати натегулах показывают, что Мамуциум имел административные связи не только с Каслшоу, но и с Ардоталией (ближайший форт в 19 км от Мамуциума), Слаком и Эбчестером. Все эти форты получали тегулы (черепицу) из одного и того же места в Граймскар-Вуд в окрестностях Хаддерсфилда.

## История

### Доисторическое время
Свидетельств того, что прибытия римлян здесь существовало раннее поселение, не обнаружено. Тем не менее, в каменном веке эти места были обитаемыми: обнаружены мезолитические каменные орудия и отщеп, а также неолитический скребок. Также найден осколок керамики позднего бронзового века in situ. Хотя эта область находилась на территории кельтского племени бригантов, на момент прибытия римлян он мог контролироваться подгруппой сетантийцев.

### Римский период
Строительство Мамуцмума началось около 79 года во время походов Юлиуса Агриколы против бригантов после провала попытки заключить договор. По результатам раскопок выделено три археологические фазы: 79 год, 160 год и 200 год.
В первую фазу форт был построен из дёрна и древесины. Исходя из размеров, его гарнизон оценивается в когорту — около 500 человек пехоты. Эти войска были не римскими гражданами, а ауксилариями, вступившими в римскую армию. К концу I — началу II веков вокруг форта выросло гражданское поселение (викус). Около 90 года, крепостные валы были укреплены, что, по-видимому, было связано с тем, что Мамуциуму и форту в Слаке в 120-х годах перешли функции форта в Каслшоу. Примерно в 140 году Мамуциум был разрушен. Хотя первый викус быстро развивался в начале II века, он был заброшен между 120 и 160 годами, что в общем соответствует времени разрушения форта, прежде чем был вновь заселён после восстановления форта.

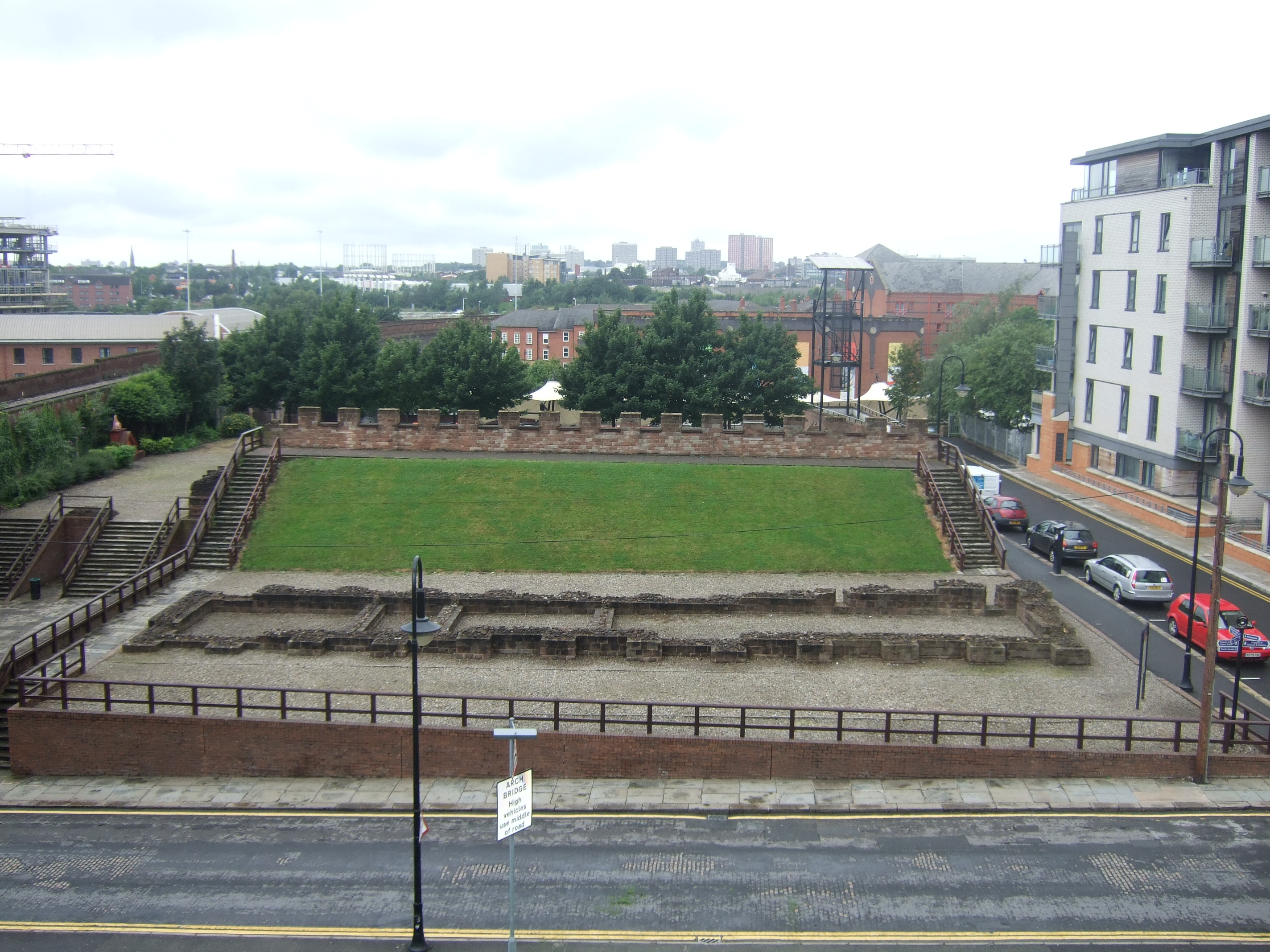
Вид на римский форт с высоты птичьего полёта

Второй форт был построен около 160 года. Несмотря на то, в строительстве также использовались дёрна и древесина, он стал больше, чем предыдущий, заняв площадь 2 га. Дополнительное место использовалось для размещения зернохранилищ (horrea). Около 200 года ворота форта были перестроены из камня, а стены облицованы камнем. Плотное расположение очагов в хижинах в части викуса, связанной с фортом, была идентифицирована как «промышленная зона», ставшая первой в Манчестере. Мамуциум был включён в Итинерарий Антонина, свод дорог Римской империи III века.Наряду с надписями на зданиях и следами ремонта это указывает на то, что Мамуциум существовал в первой половине III века. Викус, вероятно, был оставлен к середине III века; это подтверждается раскопками некоторых зданий, которые были разрушены, а материалы использованы в других местах. Найденные монеты указывает, что, хотя гражданское поселение, связанное с фортом, сократилось к середине III века, небольшой гарнизон, по-видимому, оставался в Мамуциуме до начала IV века.
В районе Халме обнаружены остатки храма Митры, возможно, принадлежавший гражданскому поселению. Также был найден алтарь, посвященный Фортуне, относящийся, вероятно, к началу III века. В 2008 году возле римского поселения был обнаружен алтарь конца I века, посвящённый двум малым германским богам и описаный как находящийся в «фантастическом» состоянии. Он стал первым за 150 лет артефактом с римскими надписями.
Наряду с языческими культами есть также свидетельства распространения раннего христианства. В 1970-х годах был обнаружен фрагмент квадрата-палиндрома II века с анаграммой «PATER NOSTER» («Отче наш»). Он был обнаружен на амфоре, и среди учёных велась дискуссия о принадлежности её христианам. Если это действительно было так, то артефакт является одним из самых ранних свидетельств наличия христианства в Британии.

### Средние века

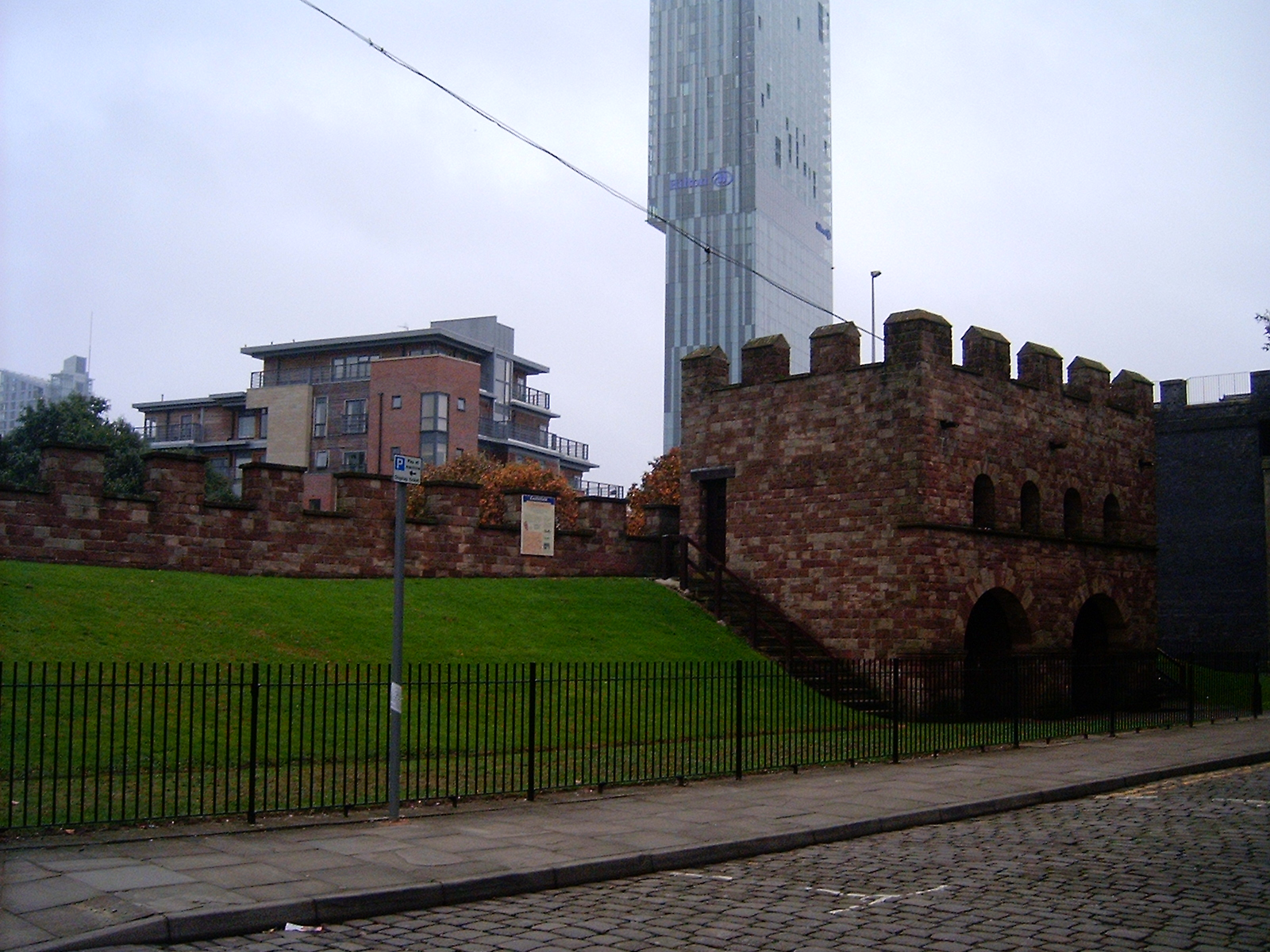
Реконструированный древний форт с современной башней Битэм на заднем плане

После ухода римлян из Британии около 410 года район Мамуциума использовался как сельскохозяйственные угодья. Иногда форт отождествляют с Cair Manguid, указанный в списке 28 городов Британии в «Истории бриттов», традиционно приписываемой Неннию. После столетий пребывания в руинах, форт был упомянут антикварами Джоном Леландом в XVI веке, Уильямом Кемденом в конце XVI и начале XVII века, а также Уильямом Стьюкли и манчестерским историком Джоном Уитакером в XVIII веке. В начале XVIII века Джон Хорсли писал о форте в Brittania Romana, что его всё ещё заметные валы находятся в полукилометре на юго-запад от города на поле Касл-филд, и место носит название Замка гиганта или Замка Таркуина. В 1773 году Уитакер остатки форта описал Джон Уитакер в History of Manchester.

## Новое время
Территория форта была выровнена, когда Манчестер начал быстро расширяться во время Промышленной революции. При строительстве Рочдейлского канала через юго-западный угол форта в конце XVIII — начале XIX века, а также строительство виадуков для железной дороги Great Northern Railway над этим местом в конце XIX века была повреждена или полностью уничтожена южная половина форта. Во время возведения виадуков Чарльз Редер задокументировал обнаруженные остатки форта и части викуса. Повсюду вокруг форта появились мануфактуры, Каслфилд стал юго-западной окраиной центральной части Манчестера. Динсгейт, ставший главной магистралью города, был проложен по маршруту римской дороги в Рибчестер.

## Археологические исследования
Первое археологическое исследование Мамуциума было предпринято в 1906 году. Фрэнсис Брутон, который позже работал в римском форте в Каслшоу, провёл раскопки западных укреплений форта. В период с 1912 по 1967 год периодически проводились небольшие раскопки, в ходе которых в основном изучались северные оборонительные сооружения. В середине XX века историк Алан Тейлор назвал сохранившийся участок римской стены «наименее интересным римскими руинами в Британии». Первые раскопки викуса были проведены в 1970-х годах под руководством профессора Барри Джонса. В 1982 году форт, наряду с остальной частью района Каслфилд, стал первым в Соединенном Королевстве парком городского наследия, а в 1984 году были открыты частично реконструированные крепостные стены, включая валы и ворота. В 2001—2005 годах Археологическое отделение Манчестерского университета проводило раскопки в викусе, чтобы дополнительно исследовать место до того, как в районе будет проведена новая реконструкция. В результате археологических исследований римского форта Мамуциум и связанного с ним гражданского поселения к данному моменту найдено около 10 000 артефактов.

## Планировка
Размер форта 160 × 130 м. Он был окружён двойным рвом и деревянной стеной. Около 200 года деревянная стена была заменена каменной толщиной от 2,1 до 2,7 м. Викус, возникший рядом с Мамуциумом, располагался с западной, северной и восточной сторон, причём большая часть поселения находилась на севере. Викус имел площадь около 26 на, в то время как сам форт — около 2 га. Здания викуса, как правило, были бы одноэтажными, с деревянным каркасом, заполненным глинобитным материалом. Возможно, к юго-востоку от форта находилось кладбище.
Римский форт Темплборо в Йоркшире был перестроен из камня во II веке и занимал площадь 2,2 га, сходную с площадью Мамуциума.